# Choque térmico
Choque térmico refere-se ao fenômeno que em geral leva à quebra de um material devido a uma variação brusca da temperatura.
O vidro e a cerâmica são exemplos de materiais suscetíveis a esse tipo de colapso devido a sua baixa resistência aos choques mecânicos (alta dureza e baixa ductibilidade), sua baixa condutividade térmica e seu elevado coeficiente de expansão térmico.